# 十诫 (1956年电影)
《十诫》（英語：The Ten Commandments）是1956年派拉蒙电影公司制作的一部史诗电影，故事取材自《旧约圣经》的《出埃及記》，講述猶太先知摩西领导以色列人出走埃及，並於接受上帝耶和华颁布的“十诫”的故事。
该片导演是塞西爾·德米爾，飾演摩西的是查爾登·希士頓。德米爾亦曾在1923年导演了同名的无声电影《十诫》。

## 劇情
在聽到希伯來拯救者的預言後，埃及法老拉美西斯一世下令處死所有剛出生的希伯來男性。 Yochabel(約查貝爾)將她年幼的兒子放在尼罗河上的一個籃子裡漂流，從而救了他。 Bithiah 是法老拉美西斯最近喪偶的女兒（也是未來法老塞提一世的妹妹），她找到了籃子並決定收養這個男孩，儘管她的僕人 Memnet 認出這個孩子是希伯來人。比提亞給嬰兒起名叫摩西。
摩西王子長大後成為一名成功的將軍，贏得了與埃塞俄比亚的戰爭並建立了聯盟。摩西和妮菲塔莉墜入愛河，但她必須嫁給下一任法老王以保留王室血統。在為法老塞提一世的禧年建造一座城市時，摩西遇到了石匠約書亞，後者向他講述了希伯來上帝。摩西在不知道她是他的親生母親Yochabel(約查貝爾)的情況下救了一個被壓死的老婦人，他訓斥了監工和監督巴卡。
摩西在該項目中改革了對奴隸的待遇，但摩西的養弟和塞蒂的兒子拉美西斯王子指控他策劃起義。摩西說他正在提高他的工人的生產力，這讓拉美西斯懷疑摩西是否就是希伯來人所說的拯救者。
妮菲塔莉從 Memnet 那裡得知摩西是希伯來奴隸的兒子。她殺死了梅姆奈特，但在摩西找到了他小時候裹著的一塊利未布，梅姆奈特一直保留著之後，他向摩西透露了這個故事。摩西跟隨比提亞來到約哈別的家，在那裡他遇見了他的生母、弟弟亞倫和妹妹米利暗。
摩西通過與他們一起工作來了解更多關於奴隸的信息。 妮菲塔莉敦促他返回宮殿，以便在他成為法老王時幫助他的人民，他在完成最後一項任務後同意了這一點。摩西殺死了巴卡，讓約書亞免於死亡，並告訴約書亞他也是希伯來人。監督達森見證了這一認罪，後者隨後向拉美西斯王子報告。被捕後，摩西解釋說他不是拯救者，但如果可以的話，他會釋放奴隸。塞提一世宣布拉美西斯王子為他唯一的繼承人，拉美西斯將摩西放逐到沙漠。這時，摩西得知了他母親的死訊。
摩西穿過沙漠來到米甸的一口井。在保護了七個姐妹免受亚玛力人的攻擊後，摩西與女孩的父親葉特羅住在一起，葉特羅是一位崇拜亞伯拉罕上帝的貝都因酋長。摩西娶了葉特羅的大女兒絲芙蘭。後來，他找到了約書亞，他已經擺脫了在埃及強加給希伯來人的艱苦勞動。在放牧的時候，摩西看到了西奈山山頂燃燒的荊棘，並聽到了上帝的聲音。摩西回到埃及解救希伯來人。
摩西來到拉美西斯（現在的法老拉美西斯二世）面前，以贏得奴隸的自由，將他的手杖變成了眼鏡蛇。 Jannes 用他的棍子做了同樣的把戲，但摩西的蛇吞下了他的。拉美西斯禁止向希伯來人提供稻草來製作磚塊。 妮菲塔莉救了摩西免於被希伯來人用石頭砸死，其中他透露他已婚。
埃及瘟疫肆虐。摩西在庫努牡的節日將尼羅河變成了血，並為法老的宮殿帶來了燃燒的冰雹。摩西警告他，下一場降臨埃及的瘟疫將由法老親自召喚。被瘟疫激怒的拉美西斯命令所有長子的希伯來人都死掉，但死亡之雲反而殺死了埃及所有長子，包括拉美西斯和內弗雷蒂裡的孩子。法老對失去他的繼承人感到絕望，流放了開始從埃及出埃及的希伯來人。
在被妮菲塔莉嘲弄後，拉美西斯乘坐他的戰車將希伯來人追到红海。摩西利用上帝的幫助用火柱阻止了埃及人，並分開了紅海。在希伯來人安全後，摩西釋放了水牆，淹死了埃及軍隊。悲痛欲絕的拉美西斯空手回到奈弗雷蒂裡，說他現在承認摩西的神是上帝。
摩西與約書亞再次登山。他在兩塊石碑上看到了上帝創造的十誡。與此同時，不耐煩的達森敦促不情願的亞倫建造一個金牛犊偶像。大多數希伯來人舉行狂野而頹廢的狂歡。
在上帝通知摩西狂歡之後，後者與約書亞一起下山。他一見以色列人墮落，就怒不可遏，把石板砸在金牛犢上，金牛犢爆炸，殺死了邪惡的狂歡者，並導致其他人在曠野流浪了 40 年。一位年長的摩西後來帶領希伯來人前往迦南。然而，由於之前提到的對主的不服從，他無法進入應許之地。他改為任命約書亞為領袖，並在尼波山告別希伯來人。

## 外部連結
- 互联网电影数据库（IMDb）上《十誡》的资料（英文）
- TCM电影资料库上《十誡》的资料（英文）
- AllMovie上《十誡》的资料（英文）